# Perasis carpenteri
Perasis carpenteri là một loài ruồi trong họ Asilidae. Perasis carpenteri được Oldroyd miêu tả năm 1970. Loài này phân bố ở vùng nhiệt đới châu Phi.